# J. M. E. McTaggart
John McTaggart Ellis McTaggart (Londres, 1866 — 1925) foi um metafísico idealista inglês.
McTaggart estudou no Clifton College e no Trinity College, em Cambridge, onde permaneceu como palestrante durante a maior parte da sua vida. Ele era o principal estudioso de Hegel na Inglaterra no início do século XX, e foi o principal personagem do idealismo britânico. 
McTaggart foi amigo e professor de Bertrand Russell e G. E. Moore. Ele desenvolveu seu próprio sistema metafísico, e tornou-se famoso pelo seu argumento contra a tese da realidade do tempo. Seu trabalho vem sendo discutido desde o século XX.  
Em um célebre artigo intitulado The Unreality of Time (A Irrealidade do Tempo), publicado na revista Mind em 1908, McTaggart argumenta que nossa percepção do tempo é uma ilusão e que o tempo ele mesmo é meramente ideal. 
Ele introduziu as noções de Série A e Série B, as quais designam interpretações do tempo representando duas diferentes maneiras de organizar os eventos no tempo. A série-A corresponde às nossas noções cotidianas de passado, presente e futuro. Frases como "X ocorreu no passado", "X está acontecendo agora" e "X ocorrerá no futuro" dizem respeito à série-A. Em contraste a isso temos a série-B, na qual os eventos estão localizados em uma ordem cronológica de acordo com relações como "X aconteceu antes de Y", "X ocorre ao mesmo tempo que Y" e "X ocorrerá após Y". 
McTaggart argumentou que a série-A é um componente necessário de qualquer teoria completa do tempo, e também que a mesma é autocontraditória, o que significa que não há como dizer de coisa alguma que a mesma é passada, presente ou futura. Logo não há tempo, e nossa percepção do tempo é uma ilusão incoerente.

## Obras
- The Nature of Existence (2 vol. 1921/1927)[1]
- Human Immortality and Pre-existance (1915)[3]
- Some Dogmas of Religion[3]
- Human Immortality and Pre-Existence[3]
- The Further Determination of the Absolute[3]
- Dare to Be Wise: An Address Delivered Before the Heretics Society in Cambridge, on the 8th December 1909[3]
- Philosophical Studies[3]
- Studies in Hegelian Cosmology[3]
- A Commentary on Hegel's Logic[3]